# Akile Hatun
Rukiye Akile Hatun (turco ottomano: عقیلہ خاتون, lett. "incantevole" e "intelligenza"; Costantinopoli, 1604 – Costantinopoli, post 1627) conosciuta anche come Akile Hanim, è stata una nobildonna ottomana, figlia di Şeyhülislam Hocazade Esad Efendi e una delle mogli legali del sultano Osman II.

## Famiglia
Akile proveniva da una delle famiglie più in vista di Costantinopoli. Suo padre era Şeyhülislam Hocazade Esad Efendi, eminente autorità religiosa e membro della dinastia di ulema più importante della storia ottomana, mentre sua madre era figlia di Bostanzâde Mehmed Efendi, che era stato Gran Mufti sotto i sultani Murad III e Mehmed III. Aveva tre fratelli, Ebusaid Mehmed Efendi (1593 - 1662), che successe a suo padre nella carica, Arif Mehmed Efendi (morto nel 1622) e Ebussuud Efendi (morto nel 1682). Suo nonno paterno era Hoca Sadeddin Efendi (1536-37 – 1599), storico, mufti, tutore reale e patriarca di una dinastia di eminenti funzionari religiosi e giudiziari.

## Matrimonio
All'inizio del 1622 Akile venne chiesta in moglie dal sultano Osman II.
La mossa si rivelò estremamente impopolare: da quando la Casa di Osman si era elevata da famiglia ghazi a dinastia regnante aveva sempre evitato di stringere legami famigliari con l'élite ottomana, per evitare interferenze politiche. Per lo stesso motivo evitavano anche di consumare eventuali matrimoni con principesse straniere.
Per questo, inizialmente il padre di Akile rifiutò la proposta, oltre ad aborrire il fatto che sua figlia, una mussulmana libera e di nascita elevata, dovesse soggiornare nell'harem con le concubine schiave. Gli ambasciatori europei riportano che anche l'opinione pubblica era contraria. Il bailo veneziano Giustinian osservò che Osman era giudicato dal suo popolo immaturo e capriccioso, che agiva senza dar ascolto ai consiglieri e che questo matrimonio era visto come dannoso per l'Impero. A questo, si aggiungeva il fatto che Osman aveva probabilmente già preso in moglie una donna libera, la non identificata nipote di Pertev Mehmed Pasha, cosa che aveva danneggiato la sua reputazione. Anche il governo era concorde nell'opporsi, temendo che l'unione avrebbe alterato gli equilibri di potere dello Stato a favore del nuovo suocero. 
Malgrado tutto, Osman pretese che il matrimonio si celebrasse ugualmente e il 19 marzo 1622 (tre mesi prima della morte dello stesso Osman) si tennero i festeggiamenti, con magnifici spettacoli di fuochi d'artificio. Il ruolo del sultano nella cerimonia fu svolto dallo sceicco Jelveti Üsküdari Mahmud. La dote della sposa corrisposta al padre di lei fu di 600.000 ducati d'oro, sei volte quella corrisposta a Hürrem Sultan al suo matrimonio con Solimano il Magnifico. 
Dopo il matrimonio, Akile venne sistemata in un'ala riservata del Palazzo Topkapi piuttosto che nell'harem, un tentativo di tamponare i danni provocati dalle nozze. Secondo l'ambasciatore veneziano Giustinian Osman II si recò lì per consumare le nozze.
Il padre di Akile non perdonò mai il gesto di Osman, malgrado alcuni rapporti che lo descrivono come "onorato" del matrimonio, e la popolarità di Osman, già precaria, crollò, culminando poco dopo nella sua deposizione e uccisione.
Nel marzo 1627 Akile si risposò con il poeta, studioso e calligrafo Ganizade Nadiri Efendi. 
La sua vita dopo le seconde nozze è sconosciuta. 

## Discendenza
Akile potrebbe essere la madre dei gemelli Şehzade Mustafa e Zeynep Sultan, nati dopo la morte del padre nel novembre 1622, quindi nove mesi dopo le nozze, e morti nella prima metà del 1623 per cause incerte. 
Tuttavia, la cosa non è certa perché la madre dei gemelli non è indicata in nessun documento, ma secondo lo storico turco Oztüna, Akile Hatun era la madre dei due bambini. 
Alcuni indicano il fatto che Akile si sia risposata, anche se dopo la morte dei figli, come prova che non era la madre dei due bambini, ma in realtà c'erano già state concubine e consorti che, rimaste senza figli, avevano lasciato l'harem e si erano risposate, e ci furono altri casi dopo Osman. Essendo Akile una donna libera, questo sarebbe stato nel suo diritto, come era già stato per Hatice Hatun, una donna libera che fu consorte del sultano Mehmed II.

## Cultura popolare
Nella serie TV storica turca Il secolo magnifico: Kösem Akile è interpretata dall'attrice turca Bahar Selvi.
Nella serie, viene chiamata Akile Hanim ed è effettivamente la madre di Şehzade Mustafa e Zeynep Sultan. Nella serie, i gemelli sono nati alcuni giorni prima della morte di Osman e non sei mesi dopo come nella realtà.